# 李作鵬

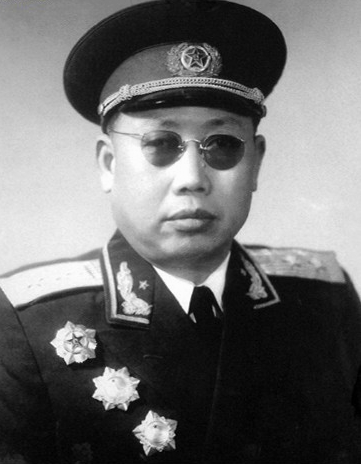
李作鵬

李 作鵬（簡体字: 李作鹏; 繁体字: 李作鵬; 拼音: Lǐ Zuòpéng; 1914年4月24日 - 2009年1月3日）は中国人民解放軍の将軍である。

## 経歴
李は1914年に江西省吉安市で生まれた。1930年に中国共産党の赤軍に参加し、以後軍人として過ごす。
文化大革命中、海軍政治委員、副総参謀長、中国共産党中央軍事委員会弁事組メンバーとなる。1969年に李は第9期中国共産党中央委員会(9th Politburo of the Communist Party of China)委員、政治局委員に選ばれた。いわゆる林彪派四大金剛の一人であった。1971年林彪事件で李はその地位を追われ，1981年林彪四人組裁判の結果17年の刑を言い渡された。同年、病気治療のため保釈され、太原で生活した。晩年は北京に戻ることが許され、また死後に出版された回想録を執筆した。